# Herminia Gómez Jaime de Abadía
Herminia Gómez Jaime de Abadía, también conocida como Herminia Gómez Jaimes de Abadía, (Tunja, 19 de marzo de 1861-1926) fue una institutriz, escritora, historiadora, cuentista y novelista colombiana de finales del siglo XIX. Se le atribuyen tres novelas: Dos religiones o Mario y Frinea (1884), Del Colegio al hogar (1893) y Paulina (1912). Fue contemporánea de Priscila Herrera de Núñez, Concepción Jiménez de Araújo, Ester Flórez Álvarez de Sánchez Ramírez y Julia Jimeno de Pertuz.

## Biografía
Poco se sabe de su vida personal y formación. Se conoce su fecha y lugar de nacimiento pero apenas se conoce el año de su deceso. Entre otros datos que se conozcan de ella “al parecer durante una época reside en España, pues ejerce como institutriz de la historiadora española Mercedes Gaibrois y Riaño”.

## Historiadora
“Gómez Jaime logra construir relatos bien escritos, con estructuras claras donde la función estética es elemento transversal y protagonista; pese a que la base de cada relato es un acontecimiento histórico, el componente ficcional no es menos importante, de hecho la escritora propone una reconstrucción ficcionalizada del pasado y simultáneamente formula su propia interpretación del pasado nacional revelando una postura ideológica marcadamente conservadora”. El texto introductorio a "Leyendas y notas históricas" es una epístola dedicada al entonces presidente Rafael Reyes. “Los textos centrados en Reyes nada tienen que ver con las temáticas abordadas en el resto de la obra, lo cual pone en evidencia el interés de Gómez Jaime por la búsqueda de la legitimación, acudiendo a la relación con la figura de autoridad encarnada por el presidente”.
La manera en cómo Gomez Jaime aborda sus narraciones, vacilando entre describir a los indígenas o a los españoles como civilizados o bárbaros, nos da indicios de las maneras sutiles en cómo se rebelaba contra los convencionalismo literarios y sociales del momento. “Si bien podríamos atribuir a tales palabras la función de advertir el nivel y carácter de la obra —modesta e inferior a otras de la misma materia— también podríamos interpretarlas como una estrategia que le ofrece libertades creativas, de manera que cualquier digresión o verdad medias queda disculpada de antemano, asimismo no ajustarse a los límites impuestos por la normativa literaria le permite desarrollar su obra con tranquilidad”.
“Sucesos a los que otros historiadores dedican unas cuantas líneas o unos pocos párrafos se convierten en la pluma de Gómez Jaime en relatos ricos en descripciones, con personajes sólidamente construidos y tramas bien desarrolladas”.

## La mujer dentro de su obra
“Asimismo cultiva dotes de oradora, de las que quedan prueba en el discurso Influencia social de la mujer y su importancia en la defensa nacional (1912)”.
“La concepción de su propia obra por parte de Gómez Jaime revela cómo responde a los determinantes de la autoría femenina impuestos a una escritora de finales del XIX que incursiona en la historia”. Era común entre las escritoras de su época disculparse o avergonzarse de su escritura ya que “la mujer que escribe en el siglo XIX es consciente de que el acto de escribir es subversivo para el orden patriarcal preestablecido, de allí la necesidad de disculparse”. “Ambas escritoras [Gómez Jaime y Verbel y Marea] usan estos comentarios como refugio para contrarrestar cualquier crítica que pudieran recibir por osar penetrar en la esfera de lo público y, como veremos en sus representaciones, son cuidadosas en la elaboración de sus personajes, sobre todo en la de los personajes femeninos”.

### Su relación entre el discurso histórico y la narración literaria
Las leyendas históricas de Gómez Jaime son textos con un componente literario, en tanto el trabajo con la forma narrativa es evidente , incluso una simple comparación con los textos que integran la segunda sección del mismo libro donde la alusión al acontecimiento histórico es directa y neutral ilustra el interés de la autora por lograr una propuesta estética al ir más allá del simple recuento imparcial de acontecimientos. Gómez Jaime logra construir relatos bien escritos, con estructuras claras donde la función estética es elemento transversal y protagonista; pese a que la base de cada relato es un acontecimiento histórico, el componente ficcional no es menos importante, de hecho la escritora propone una reconstrucción ficcionalizada del pasado y simultáneamente fórmula su propia interpretación del pasado nacional revelando una postura ideológica marcadamente conservadora.

## Obras: originales y editadas[11]

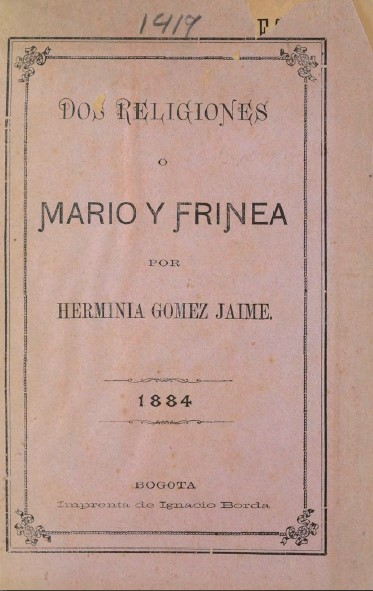
MarioYFrinea

(1884). Dos religiones o Mario y Frinea. Bogotá: Imprenta de Ignacio Borda.
(1893). “Del colegio hogar” . Bogotá: El Telegrama. 1 vol. 8°.
(1903). Baganique. Bogotá: Editorial Santafé.
—. Leyendas y notas históricas. Bogotá: Imprenta Nacional, 1907.
(1907). “Algunos datos curiosos.” Leyendas y notas históricas. Bogotá: Imprenta Nacional. 177-79.
(1907). “Calarcá” Leyendas y notas históricas. Bogotá: Imprenta Nacional. 115-19.
(1907). “El camellón de occidente.” Leyendas y notas históricas. Bogotá: Imprenta Nacional. 93-104.
(1907). “Datos históricos sobre diversos asuntos. Algunos de actualidad” Leyendas y notas históricas. Bogotá: Imprenta Nacional. 180-202.
(1907). “Doña Inés de Hinojosa.” Leyendas y notas históricas. Bogotá: Imprenta Nacional. 79-82.
(1907). “El hijo de la Gaitana.” Leyendas y notas históricas. Bogotá: Imprenta Nacional. 66-70.
(1907). “El Presidente Sande.” Leyendas y notas históricas. Bogotá: Imprenta Nacional. 105-14.
(1907). “Heroísmo desgraciado.” Leyendas y notas históricas. Bogotá: Imprenta Nacional. 58-65.
(1907). “La gratitud de una india.” Leyendas y notas históricas. Bogotá: Imprenta Nacional. 51-7.
(1907). “Notas históricas. Generalidades” Leyendas y notas históricas. Bogotá: Imprenta Nacional. 123-69.
(1907). “Notas históricas-religiosas.” Leyendas y notas históricas. Bogotá: Imprenta Nacional. 170-76. 

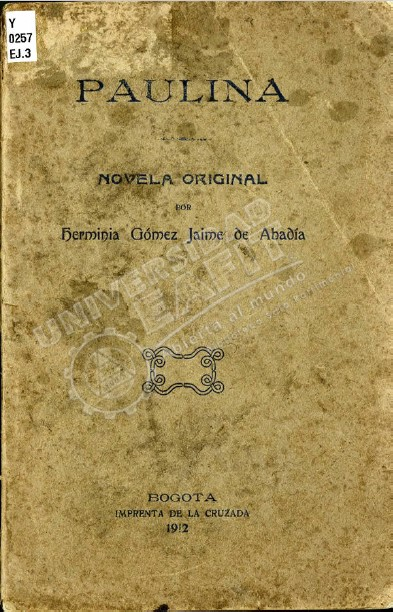
Paulina. Novela original. Herminia Gómez Jaime de Abadía

(1907). “Pamplonilla la loca.” Leyendas y notas históricas. Bogotá: Imprenta Nacional. 71-8.
(1907). “Rafael Reyes.” Leyendas y notas históricas. Bogotá: Imprenta Nacional. 5-20.
(1907). “Tundama y Sugamuxi.” Leyendas y notas históricas. Bogotá: Imprenta Nacional. 37-43.
(1907). “El último día de Aquiminzaque.” Leyendas y notas históricas. Bogotá: Imprenta Nacional. 44-50.
(1912). “Influencia social de la mujer y su importancia.” Revista del Colegio Mayor de Nuestra Señora del Rosario 78.80 (nov.): 608.
(1912). Paulina; novela original. Bogotá: Imprenta de la Cruzada.
(1915). “Alma conquistadora. Leyendas colombianas.” Cultura (Bogotá) 2.10 (dic.): 294-303.
(1935). “Bajo la bandera.” Varias cuentistas colombianas. Bogotá: Editorial Minerva. 151-60.

### Su narrativa y conclusiones de su legado
Antes de Herminia Gómez Jaime, pocos autores colombianos se ocupan de la temática indígena en sus obras literarias, y quienes abordan la cuestión prefieren el género novelesco, Herminia Gómez Jaime se caracterizó por ser una de las primeras mujeres en interactuar con temáticas de este estilo, Gómez Jaime no sólo sería la única mujer que cultiva la leyenda histórica sino que se contaría entre los pocos autores que abordan el pasado indígena en su narrativa, se caracteriza por escribir sus leyendas y las publicaba compiladas, tenía un estilo que reflejaba  las tendencias de escritura de la historia y triunfa la interpretación conservadora de esta última, consecuencia directa de la hegemonía conservadora vigente desde la Regeneración. La autora aclara de entrada cuáles son sus fuentes documentales, la mayoría obra de autores conservadores, una ideología que apoyaba el proyecto conservador de nación.